# Corrida dos Campeões de 1977

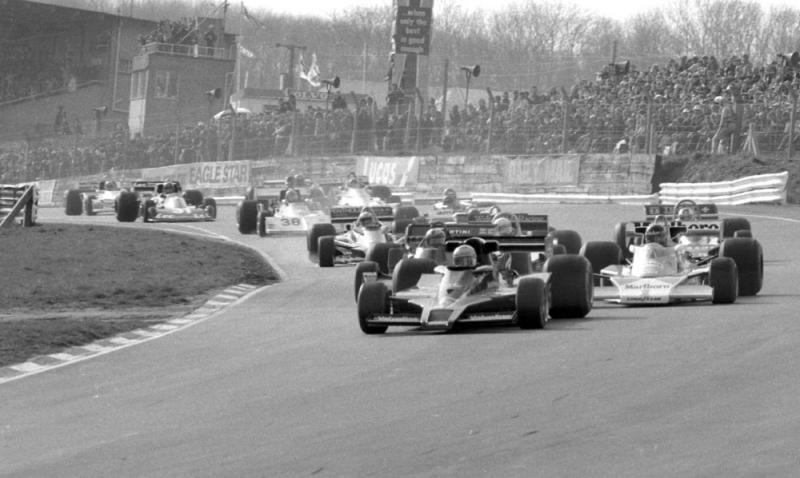
O piloto britânico James Hunt liderou o pódio.

A 12ª edição da Corrida dos Campeões aconteceu em Brands Hatch, na Inglaterra, em 20 de Março de 1977. A corrida não contou pontos para o Campeonato Mundial de Pilotos de Fórmula 1 daquele ano.

## Classificação da Prova
| Pos | No | Piloto             | Chassi-Motor          | Voltas | Tempo            |
| --- | -- | ------------------ | --------------------- | ------ | ---------------- |
| 1   | 1  | James Hunt         | McLaren-Ford Cosworth | 40     | 53'54"35         |
| 2   | 20 | Jody Scheckter     | Wolf-Ford Cosworth    | 40     | + 23"52          |
| 3   | 7  | John Watson        | Brabham-Alfa Romeo    | 40     | + 1'08"00        |
| 4   | 38 | Brian Henton       | March-Ford Cosworth   | 39     | + 1 Volta        |
| 5   | 16 | Jackie Oliver      | Shadow-Ford Cosworth  | 39     | + 1 Volta        |
| 6   | 31 | David Purley       | LEC-Ford Cosworth     | 39     | + 1 Volta        |
| 7   | 33 | Boy Hayje          | March-Ford Cosworth   | 39     | + 1 volta        |
| 8   | 24 | Rupert Keegan      | Hesketh-Ford Cosworth | 39     | + 1 Volta        |
| 9   | 36 | Tony Trimmer       | Surtees-Ford Cosworth | 38     | + 2 Voltas       |
| 10  | 3  | Ronnie Peterson    | Tyrrell-Ford Cosworth | 37     | Motor            |
| 11  | 37 | Bob Evans          | Penske-Ford Cosworth  | 37     | + 3 Voltas       |
| 12  | 13 | Divina Galica      | Surtees-Ford Cosworth | 37     | + 3 Voltas       |
| 13  | 22 | Clay Regazzoni     | Ensign-Ford Cosworth  | 35     | + 5 Voltas       |
| Ret | 5  | Mario Andretti     | Lotus-Ford Cosworth   | 34     | Chave de Ignição |
| Ret | 9  | Alex Dias Ribeiro  | March-Ford Cosworth   | 19     | Vela             |
| Ret | 18 | Vittorio Brambilla | Surtees-Ford Cosworth | 11     | Elétricos        |
| DNS | 14 | Larry Perkins      | BRM                   | 0      | Suspensão        |

## Grid de Largada
| Pos | No | Piloto             | Equipe                | Tempo   |
| --- | -- | ------------------ | --------------------- | ------- |
| 1   | 7  | John Watson        | Brabham-Alfa Romeo    | 1'19"05 |
| 2   | 5  | Mario Andretti     | Lotus-Ford Cosworth   | 1'19"39 |
| 3   | 1  | James Hunt         | McLaren-Ford Cosworth | 1'19"60 |
| 4   | 20 | Jody Scheckter     | Wolf-Ford Cosworth    | 1'20"18 |
| 5   | 3  | Ronnie Peterson    | Tyrrell-Ford Cosworth | 1'20"33 |
| 6   | 22 | Clay Regazzoni     | Ensign-Ford Cosworth  | 1'21"82 |
| 7   | 16 | Jackie Oliver      | Shadow-Ford Cosworth  | 1'21"88 |
| 8   | 36 | Tony Trimmer       | Surtees-Ford Cosworth | 1'22"51 |
| 9   | 24 | Rupert Keegan      | Hesketh-Ford Cosworth | 1'22"58 |
| 10  | 38 | Brian Henton       | March-Ford Cosworth   | 1'22"90 |
| 11  | 37 | Bob Evans          | Penske-Ford Cosworth  | 1'23"17 |
| 12  | 33 | Boy Hayje          | March-Ford Cosworth   | 1'23"71 |
| 13  | 31 | David Purley       | LEC-Ford Cosworth     | 1'24"64 |
| 14  | 14 | Larry Perkins      | BRM                   | 1'25"14 |
| 15  | 13 | Divina Galica      | Surtees-Ford Cosworth | 1'26"09 |
| 16  | 9  | Alex Dias Ribeiro  | March-Ford Cosworth   | 1'27"47 |
| 17  | 18 | Vittorio Brambilla | Surtees-Ford Cosworth | 1'29"15 |